# Римоњо (Лука)
Римоњо је насеље у Италији у округу Лука, региону Тоскана.
Према процени из 2011. у насељу је живело 62 становника. Насеље се налази на надморској висини од 219 м.